# 愛媛県漁業協同組合
愛媛県漁業協同組合（えひめけんぎょぎょうきょうどうくみあい、略称:JFえひめ）は、愛媛県松山市二番町に本所を置く漁業協同組合。略称はJFえひめ。

## 概要
愛媛県漁業協同組合連合会が2017年に「県1漁連」を目指して合併推進協議会を設置。愛媛県内の51の漁業協同組合のうち43の漁業協同組合が合併への傘下を決め、2020年4月1日に愛媛県内43漁業協同組合が合併して発足した。正組合員数3,000人規模、販売取扱高440億円超（2018年度実績の合計）の新漁協が誕生することになった一方で、正組合員数が多い愛南や八幡浜など8漁協（正組合員数計約1,300人）が参加を見送る事となった。
　

## 沿革
- 2020年
  - 4月1日　- 愛媛県内43の漁業協同組合が合併し、「愛媛県漁業協同組合」が発足[1]。
  - 7月1日 - 愛媛県漁業協同組合連合会の事業などを包括継承[3]。
- 2023年7月1日 - 三崎漁業協同組合の事業継承し、三崎漁協は三崎支所となる[4]。

## 事業所
- 本所 - 愛媛県松山市二番町4丁目6-2
- 事業部 - 宇和島･今治･西条
- 支所 - 川之江･三島･寒川･土居･大島･多喜浜･垣生･新居浜･ひうち・西条･壬生川・河原津・桜井･今治・大浜･渦浦・津倉･宮窪・伯方･魚島･弓削･岩城生名･大三島･関前･小部・菊間・北条・中島・中島三和・高浜・三津浜・今出・和気・明浜・吉田・下波・遊子・うわうみ・宇和島・三浦・三崎・岩松・北灘・下灘

## グループ会社
- えひめぎょきょう販売株式会社